# Wyatt Eaton
Wyatt Eaton est un peintre né à Philipsburg (Bas-Canada) le 6 mai 1849 et décédé à Middletown (comté de Newport, Rhode Island) le 7 juin 1896. 
À l'automne 1867, il s'inscrit à l'Académie américaine de design (New York). En 1872, après un voyage à Londres, il étudie à l'école des Beaux-Arts de Paris sous Jean-Léon Gérôme. Il expose dans les salons du Palais des Champs-Élysées, Paris pour les éditions 1874, 1876 et 1884. 
En janvier 1877, il travaille à la Cooper Union à New York et fonde cette même année la Society of American Artists avec d'autres artistes. Dans la métropole américaine, il peint des portraits et des paysages animés. En 1892, il peint des portraits à Montréal.

## Œuvres
Parmi ses oeuvres, relevons:
- Farmer's Boy, 1870[3]
- Portrait of Hiram Krans, 1870, The Robert McLaughlin Gallery[5]
- Portrait of Lillian Krans, 1870, The Robert McLaughlin Gallery[6]
- Bertha Viola Chandler, 1871, musée national des beaux-arts du Québec[7]
- Cyril Chandler, 1871, musée national des beaux-arts du Québec[8]
- Madame Cyril Chandler, née Colista Almena Gardner, 1871, musée national des beaux-arts du Québec[9]
- Florence Chandler, 1871, musée national des beaux-arts du Québec[10]
- Monsieur Coclèze, vers 1873, musée des beaux-arts du Canada[11]
- Portrait d'homme, 1873, musée des beaux-arts du Canada[12]
- Étude de paysage, 1873, musée des beaux-arts du Canada[13]
- The Artist in His Studio, 1873, Académie américaine de design[14]
- Rêverie, 1874 ou 1875[3]
- Harvesters at Rest, 1876[3]
- Moissonneurs au repos, 1876[2]
- Mother and Child, 1876[15]
- Boy Whittling, 1879[3]
- Portrait of William Cullen Bryant, 1879[3]
- Grandmother and Child, 1880[3]
- Portrait de Mme H. de W., 1884
- Le repos de midi, 1884, musée des beaux-arts de Montréal[16]
- Ariadne, 1888, Smithsonian American Art Museum[17]
- Portrait of William T. Evans, 1889, Smithsonian American Art Museum[18]
- Le vieux seigneur, 1889, musée national des beaux-arts du Québec[19]

## Galerie

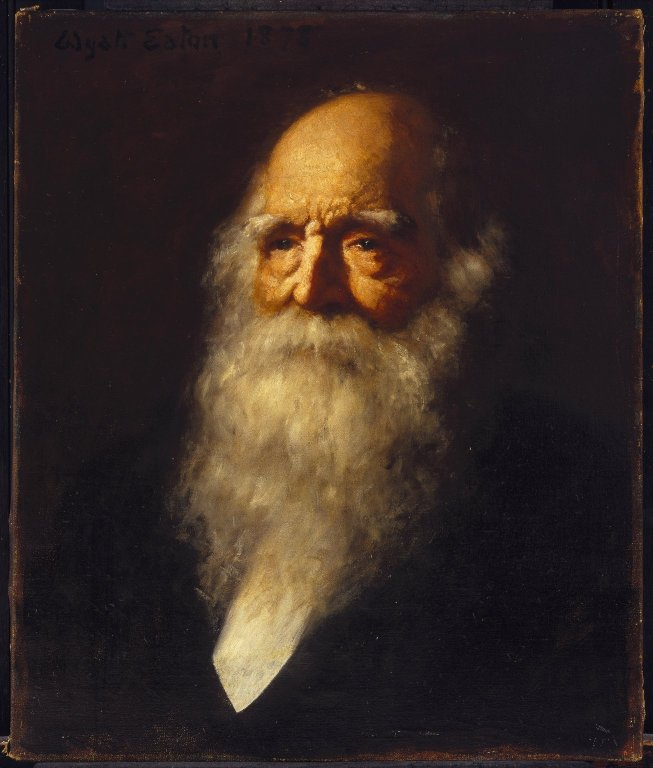
William Cullen Bryant
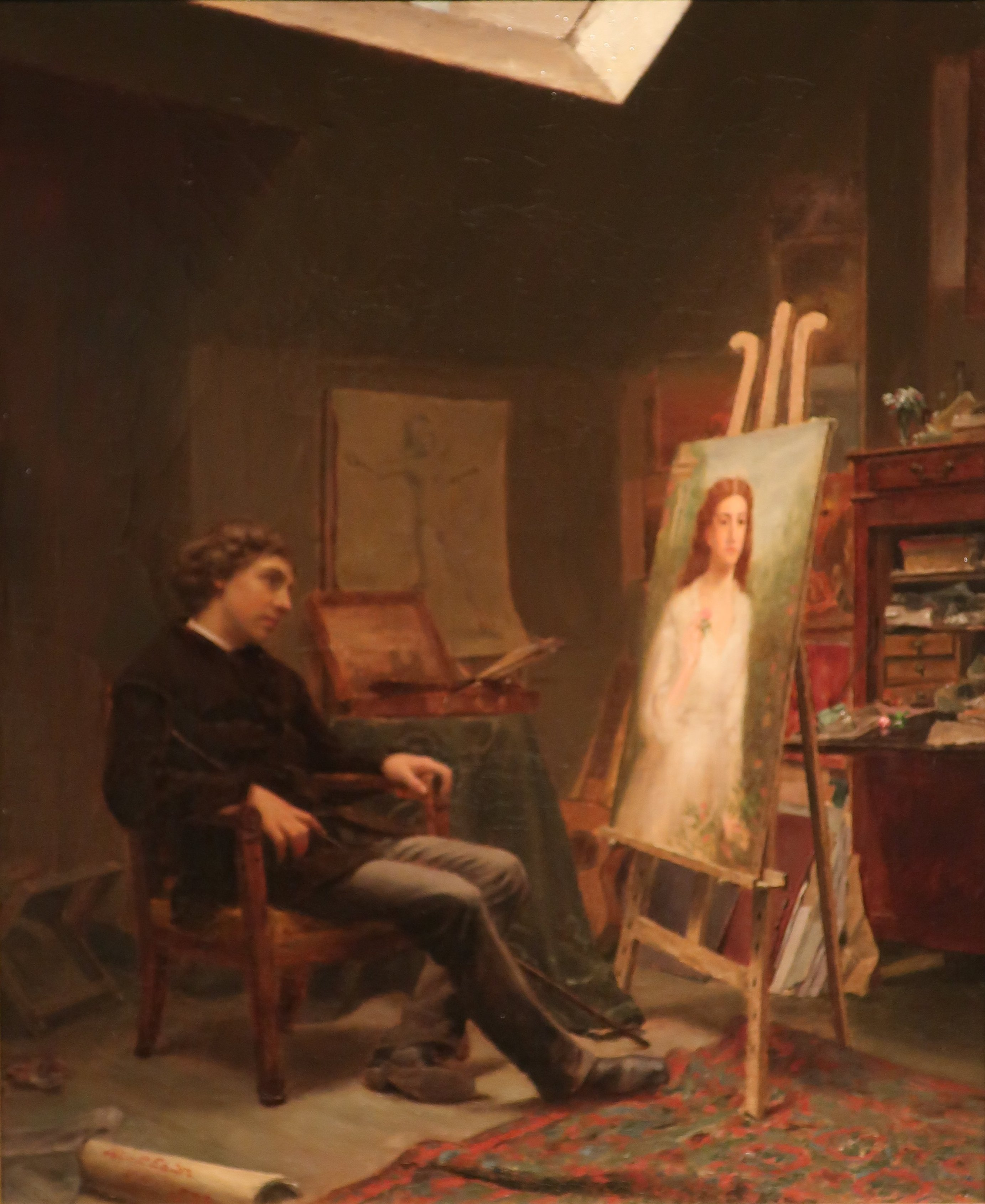
The Artist in His Studio
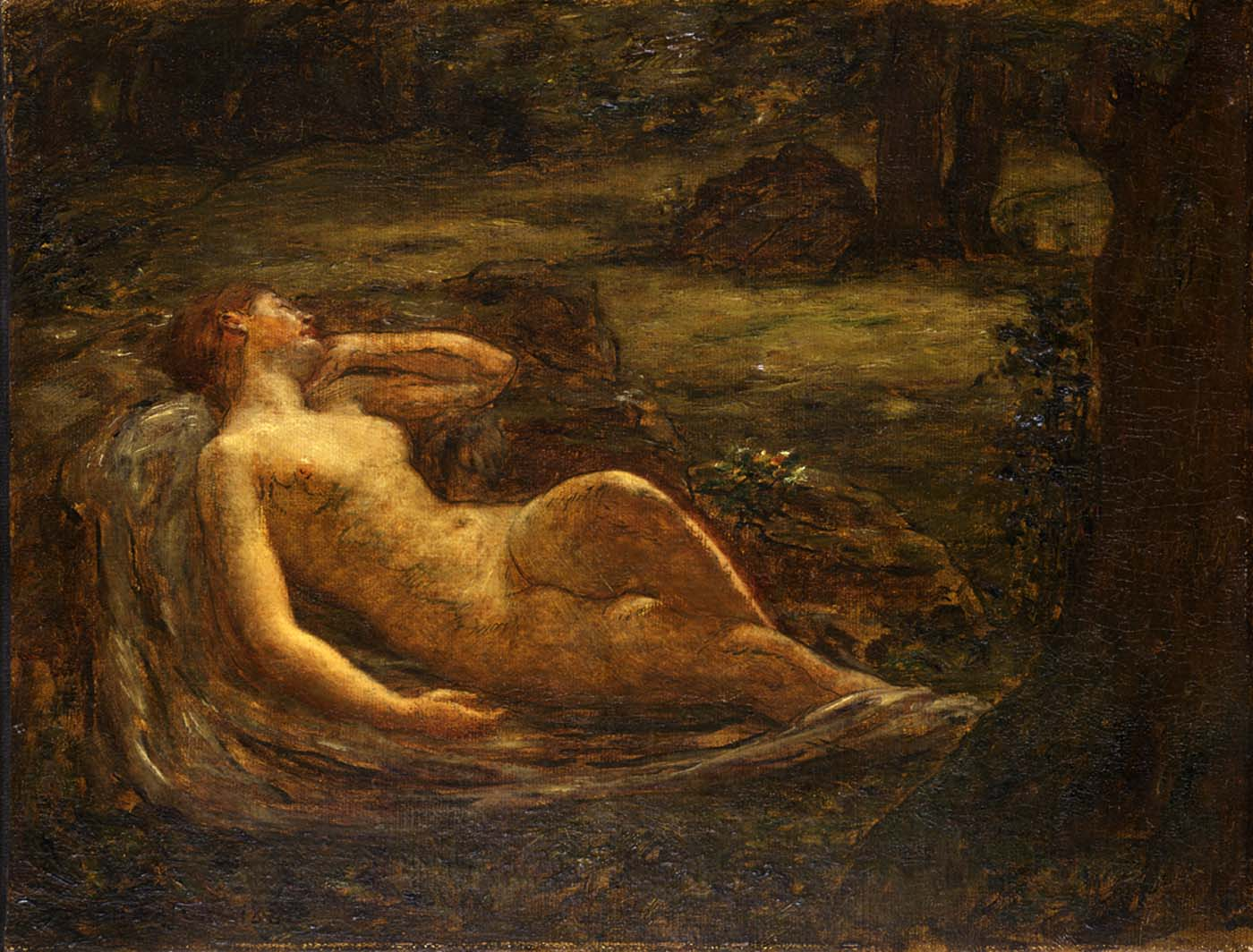
Ariane, 1888
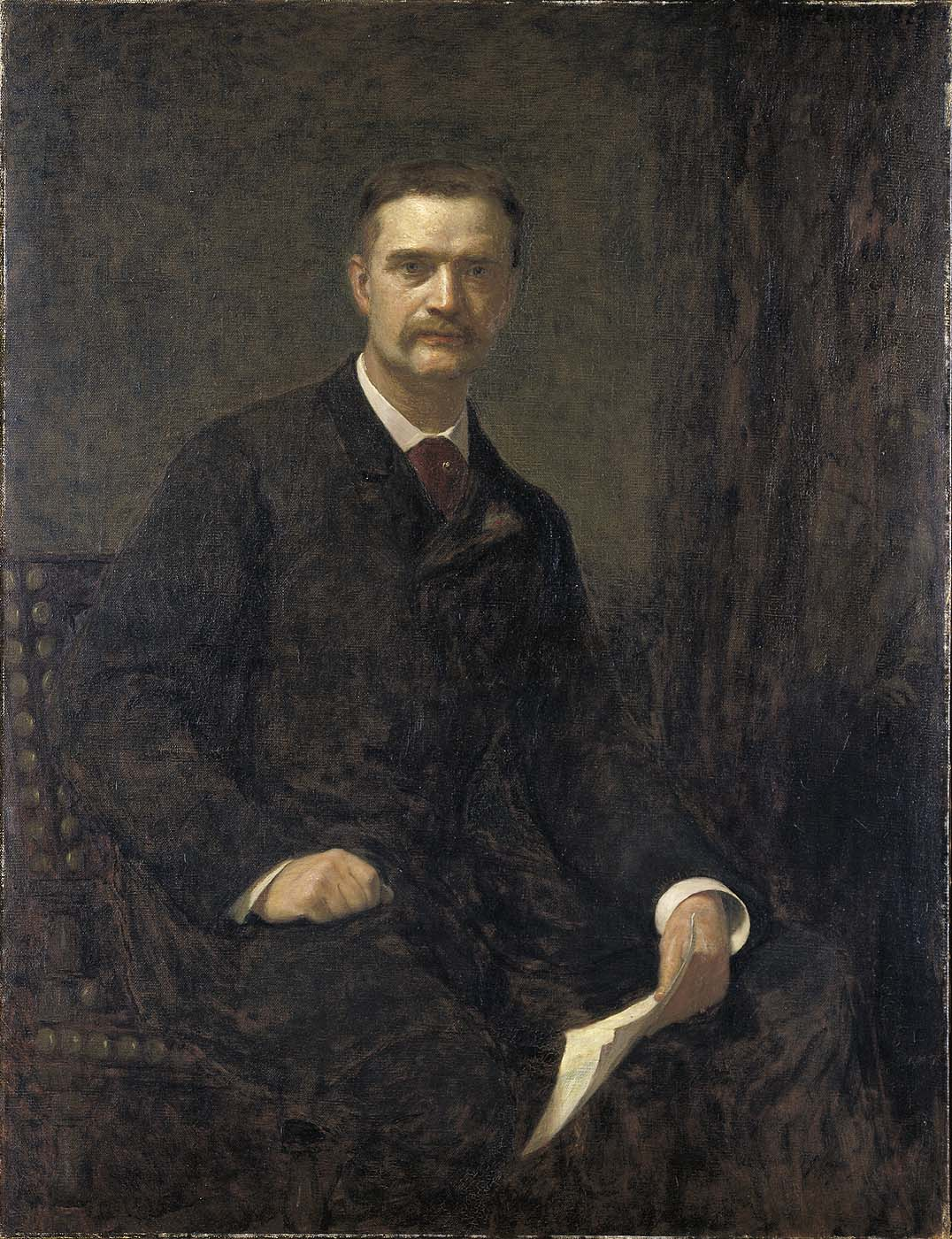
William T. Evans